# لوك هوارث
لوك هوارث (بالإنجليزية: Luke Howarth)‏ هو سياسي أسترالي، ولد في 6 يونيو 1972 في بريزبان في أستراليا. حزبياً، نشط في الحزب الوطني الليبرالي في كوينزلاند. وقد انتخب عضو مجلس النواب الأسترالي عن دائرة Division of Petrie ‏ (7 سبتمبر 2013 – ).